# Pelomyia freidbergi
Pelomyia freidbergi är en tvåvingeart som beskrevs av Foster och Wayne N. Mathis 2003. Pelomyia freidbergi ingår i släktet Pelomyia och familjen Canacidae. Inga underarter finns listade i Catalogue of Life.